# Raffaele Stancanelli
Raffaele Stancanelli (Regalbuto, 30 giugno 1950) è un politico italiano, dal 2 luglio 2019 europarlamentare.
È stato senatore nella XVI e XVIII legislatura e sindaco di Catania dal 2008 al 2013.

## Biografia
Nato a Regalbuto (Enna), ma cresciuto a Catania, è un avvocato cassazionista nel campo civile ed amministrativo.
Il suo curriculum politico si forma attraverso le esperienze di consigliere comunale di Regalbuto dal 1978 al 1983 e di Catania dal 1985 al 1992 per il Movimento Sociale Italiano..

### Deputato all'ARS
Alle elezioni regionali in Sicilia del 1996 si candida con Alleanza Nazionale, risultando eletto per la prima volta, con 6.316 preferenze nel collegio di Catania, all'Assemblea regionale siciliana (Ars), dove fa parte della commissione Bilancio e ricopre gli incarichi di segretario della Commissione speciale per la riforma dello Statuto autonomistico e dal 1999 al 2001 capogruppo del gruppo consiliare di Alleanza Nazionale all'Ars.
Alle regionali siciliane del 2001 viene rieletto all'Ars, raddoppiando quasi le preferenze con 11.606, e divenendo assessore con deleghe al Lavoro, Formazione professionale, Previdenza sociale ed Emigrazione nella giunta regionale della Sicilia presieduta da Totò Cuffaro, assumendo nell'agosto 2004 la delega alla Famiglia, alle Politiche sociali ed alle Autonomie Locali. Dopo il congresso di Bologna del 2002 è stato eletto componente della direzione nazionale del partito..
Alle elezioni del 28 maggio 2006 viene riconfermato deputato regionale con AN, risultando, con quasi 16.000 preferenze, il più votato in Sicilia di Alleanza Nazionale, e viene eletto vice presidente vicario dell'Assemblea regionale siciliana.

### Elezione a senatore
Alle elezioni politiche del 2008 viene eletto al Senato della Repubblica, in regione Sicilia, tra le file del Popolo della Libertà. Ha fatto parte dell'11ª Commissione permanente Lavoro e Previdenza sociale.
Il 31 ottobre 2011, dopo che la Consulta aveva sentenziato l'obbligo di optare tra la carica di Sindaco e quella di parlamentare, si dimette dalla carica di senatore, venendo sostituito da Nino Strano.

### Sindaco di Catania
Alle elezioni amministrative del 2008 è stato eletto al primo turno sindaco di Catania con il 54,59%, superando il candidato de La Destra Nello Musumeci che ha ottenuto il 25,16.
Alle elezioni comunali del 9 e 10 giugno 2013, ricandidato in una coalizione di centrodestra, ottiene il 36,62% dei voti ed è battuto al primo turno da Enzo Bianco. Lasciato il PdL, aderisce a Fratelli d'Italia, ed entra a far parte del Consiglio Direttivo.

### Diventerà Bellissima
Tra i fondatori nel novembre 2014 del movimento DiventeràBellissima di Nello Musumeci, il 18 dicembre 2017 è eletto coordinatore regionale dall'assemblea costituente.
Alle elezioni politiche del 2018 è candidato al Senato della Repubblica, in quota DiventeràBellissima e col sostegno della coalizione di centro-destra, nel collegio uninominale di Catania e nel Collegio plurinominale Sicilia - 02. Non viene eletto nel collegio uninominale, ma nel proporzionale. Al Senato aderisce al gruppo parlamentare di Fratelli d'Italia.
Il 19 novembre 2018 si dimette da coordinatore di Diventerà Bellissima, in quanto la carica è incompatibile con incarichi parlamentari.

### Europarlamentare
In disaccordo con il suo partito (DiventeràBellissima), alle elezioni europee del 2019 è candidato nella lista Fratelli d’Italia nella Circoscrizione Italia insulare. Con 30.321 preferenze è il primo degli eletti (tolta la Meloni). Si dimette dalla carica di senatore e opta per il seggio al Parlamento europeo, dove si insedia il 2 luglio. Al suo posto subentra Giovanna Petrenga.
Aderisce al Gruppo dei Conservatori e dei Riformisti Europei e il 10 luglio 2019 è eletto vice presidente della Commissione giuridica.
Nel 2024 in vista delle elezioni europee esce dal Gruppo dei Conservatori e dei Riformisti Europei per aderire a Identità e Democrazia. Si candida quindi tra le file della Lega in settima posizione nella circoscrizione insulare.
Verrà rieletto come primo della lista con oltre 44.000 preferenze.